# Sławjanowo (obwód Tyrgowiszte)
Sławjanowo (bułg. Славяново) – wieś w Bułgarii, w obwodzie Tyrgowiszte, w gminie Popowo. W 2024 roku liczyła 766 mieszkańców.